# I Dream of Jeannie
I Dream of Jeannie (Brasil: Jeannie é um Gênio / Portugal: A Minha Bela Génio) é uma sitcom norte-americana, do gênero fantasia, escrita por Sidney Sheldon, estrelando Barbara Eden como um gênio de 2.000 anos e Larry Hagman como um astronauta que se torna seu mestre, e por quem ela se apaixona e acaba se casando. Produzida pela Screen Gems, o programa foi originalmente ao ar na NBC, de 18 de setembro de 1965 a 26 de maio de 1970, com novos episódios, e até setembro de 1970 com reprises. O programa durou cinco temporadas e 139 episódios foram produzidos.

## Sinopse
O então capitão Anthony Nelson, piloto da Força Aérea Americana destacado para a NASA como astronauta, cai acidentalmente numa ilha, onde encontra uma misteriosa garrafa. Ao abri-la, descobre que esta era a morada de uma bela moça chamada Jeannie, que é um gênio das histórias das Mil e Uma Noites, com incríveis poderes e que o chama de "amo". O piloto a liberta, mas a moça se apaixona por ele e o acompanha até sua casa nos Estados Unidos, onde passa a tumultuar a vida do pobre homem e do Dr. Bellows, um psiquiatra da força aérea que também estava em serviço a NASA que acompanha Nelson e tenta descobrir a causa das coisas estranhas que passam a acontecer quando ele está por perto, mas sempre é convencido de que o louco é ele e não o piloto.
O melhor amigo de Nelson, o atrapalhado e metido a Roger Healey, acaba por descobrir o segredo da garrafa ao tentar namorar Jeannie quando a conhece na forma de uma moça comum. Embora tente sempre aproveitar os poderes do gênio e até conquistar suas atenções amorosas, Healey se mantém fiel a Nelson durante a série e guarda o segredo do amigo, e até tenta ajudá-lo a sair das enrascadas em que Jeannie o envolve, o que quase nunca consegue.
Quando Nelson não se vê envolvido nas confusões de Jeannie, sofre com todo o tipo de invasão de parentes, amigos e até animais de estimação de Jeannie (um cão invisível que odeia uniformes), todos com poderes mágicos. O Major Nelson acaba se rendendo aos encantos de Jeannie e se casa com ela, fato geralmente apontado como o que levou ao fim da série

## Elenco
- Barbara Eden - Jeannie Nelson
- Larry Hagman - Major Anthony Nelson
- Bill Daily - Major Roger Healey
- Hayden Rorke - Dr. Bellows
- Emmaline Henry - Amanda Bellows
- Barton MacLaine - General Peterson
- Vinton Hayworth - General Shaeffer
- Bill McKinney

## Dubladores brasileiros
- Líria Marçal - Jeannie Nelson
- Emerson Camargo - Major Nelson (1ª voz)
- Flávio Galvão - Major Nelson (2ª voz)
- Dráuzio de Oliveira - Major Healey
- Luís Orione - Dr. Bellows (1ª voz)
- Xandó Batista - Dr. Bellows (2ª voz)
- Helena Samara - Amanda Bellows (1ª voz)
- Elvira Samara - Amanda Bellows (2ª voz)
- Magno Marino - General Peterson
- João Angelo _ Gereral Shaeffer
- Arte Industrial Cinematográfica - estúdio

## Lista de episódios

### 1ª Temporada – 1965/66
(Números e títulos ingleses segundo Nick at Nite's Classic TV Companion)
- 001 – Um Gênio Pousou em Minha Vida (The Lady in a Bottle) – 18/09/65

- 002 – Mercado Persa (My Hero) – 25/09/65

- 003 – Como Viver no Mundo da Lua (Guess What Happened on the Way to The Moon?) – 02/10/65

- 004 – Banquete Nupcial  (Jeannie and the Marriage Caper) – 09/10/65.

- 005 – Secretária Genial (G.I. Jeannie) – 16/10/65.

- 006 – 'Desapareça, Mas Não Para Sempre (Jeannie and the Yacht Murder Caper)  – 23/10/65.

- 007 – O Gênio Incompreendido (Anybody Here Seen Jeannie?) – 30/10/65.

- 008 – A Mulher Ideal Não Pode Ser um Gênio (Americanization of Jeannie) – 06/11/65.

- 009 – Foto-Gênia (The Moving Finger) – 13/11/1965.

- 010 – O Filtro Mágico (Djinn and Water) – 20/11/65.

- 011 – Procura-Se uma Odalisca (Whatever Became of Baby Custer?) – 27/11/65.

- 012 – Tentação à Solta (Where’d You Go-Go?) – 04/12/65.

- 013 – Camaradagem Para a Camarada (Russian Roulette) – 11/12/65.

- 014 – Casa ou Não Casa? (What House Across the Street?) – 18/12/65.

- 015 – Como Deveria Ser, Se Fosse (Too Many Tonys) – 25/12/1965.

- 016 – Mecca, Cidade Encantada (Get Me To Mecca on Time) – 08/01/1966.

- 017 – Um Astronauta Rico Demais (Richest Astronaut in the World) – 15/01/1966.

- 018 – Bagdá, Mande Reforços (Is There an Extra Jeannie in the House?) – 22/01/1966.

- 019 – Ilusões Engarrafadas (Never Try To Outsmart a Jeannie) – 29/01/1966.

- 020 – Sempre Desejei Ser Médico (My Master, the Doctor) – 05/02/1966.

- 021 – Um Gênio em Greve (Jeannie and the Kidnap Caper) – 12/01/1966.

- 022 – Em Jogos de Azar é Preciso Sorte (How Lucky Can You Get?) – 19/02/1966.

- 023 – Com a Bola Branca (Watch the Birdie) – 26/02/1966.

- 024 – Hóspede Permanente (Permanent House Guest) – 05/03/1966.

- 025 – Gênio Sob Medida (Bigger Than a Bread Box) – 12/03/1966.

- 026 – O Mestre dos Mestres (My Master, the Great Rembrandt) – 19/03/1966.

- 027 – Um Senhor Ladrão (My Master the Thief) – 02/04/1966.

- 028 – Vingança a Longo Prazo (This is a Murder) – 09/04/1966.

- 029 – Mágico Amador (My Master the Magician)  – 23/04/1966.

- 030 – Jeannie Será Sempre Jeannie (I’ll Never Forget What’s-Her-Name) – 07/05/1966.

### 2ª Temporada – 1966/67
(Números e títulos ingleses segundo Nick at Nite's Classic TV Companion)
- 031 – Há Gênios e Gênios (Happy Anniversary) – 12/09/1966.

(Curiosidade: Primeira das três participações de Michael Ansara, então marido de Barbara Eden.)
- 032 – Sempre aos Domingos (Always on Sunday) – 19/09/1966.

- 033 – Meu Dono, o Nababo (My Master the Rich Tycoon) – 26/09/1966.

(Curiosidade: Primeira das três participações de Paul Lynde, da série A Feiticeira).
- 034 – Clima Propício  (My Master the Rainmaker) – 03/10/1966.

- 035 – Ultra Visão (My Wild-Eyed Master) – 10/10/1966.

- 036 – O Amigo Cão (What’s New, Poodle Dog?) – 17/10/1966.

- 037 – Gatilho Relâmpago (Fastest Gun in the East) – 24/10/1966.

(Curiosidade: participação de Whit Bissel, da série O Túnel do Tempo).
- 038 – Curso Genial (How to Be a Genie in Ten Easy Lessons) – 31/10/1966.

- 039 – É Proibido Interferir (Who Needs a Green-Eyed Jeannie?) – 07/11/1966.

- 040 – Uma Data Perdida nos Tempos (Parte I) (The Girl Who Never Had a Birthday, Part One) – 14/11/1966.

(Curiosidade: Neste episódio é revelado que Jeannie nasceu em 64 A.C).
- 041 – Uma Data Perdida nos Tempos (Parte II) (The Girl Who Never Had a Birthday, Part Two) – 21/11/1966.

- 042 – Como Desbancar um Super-Homem (How Do You Beat Superman?) – 28/11/1966.

- 43 – A Voz da Genialidade (My Master the Great Caruso) 05/12/1966.

(Curiosidade: Nesse episódio é revelado o dia do aniversário de Jeannie: 1° de abril).
- 044 – Com Todo Meu Carinho (The World's Greatest Lover) – 12/12/1966.

- 045 – Um Saldo a Seu Favor (Jeannie Breaks The Bank) – 19/12/1966.

- 046 – Um Gênio Escreve um Livro (My Master the Author) – 26/12/1966.

(Curiosidade: Participação de Butch Patrick, da série Os Monstros).
- 047 – Um Único Desejo (The Greatest Invention in the World) – 09/01/1967.

- 048 – Um Mestre da Espionagem (My Master the Spy) – 16/01/1967.

- 049 – Carta em Branco (You Can’t Arrest Me...) – 23/01/1967.

(Curiosidade: Participação de Alan Hewitt, da série Meu Marciano Favorito).
- 050 – Minha Ânfora de Estimação (One of Our Bottles is Missing) – 30/01/1967.

- 051 – Cidadão Senhor Meu (My Master the Civilian) – 06/02/1966.

- 052 – Quem Pode Dispensar Tal Gênio? (There Goes the Best Genie I Ever Had) – 20/02/1967.

- 053 – Um Gênio que Distrai (The Greatest Entertainer in The World) – 27/02/1967.

(Curiosidade: Participação de Sammy Davis Jr., quem canta em inglês a musica brasileira "Garota de Ipanema")
- 054 – O Pequeno Mestre (The Incredible Shrinking Master) – 06/03/1967.

- 055 – Senhor Pirata (My Master the Pirate) – 13/03/1967.

- 056 – Uma Secretária Genial (A Secretary Is Not a Toy) – 20/03/1967.

- 057 – O Gênio Frustrado (There Goes the Bride) – 27/03/1967.

- 058 – O Imutável Curso da História (My Master, Napoleon’s Buddy) – 03/04/1967.

- 059 – Previsões de Uma Bola de Cristal (The Birds and the Bee Bit) – 10/04/1967.

- 060 – Receita Para Um Bolo (My Master the Swinging Bachelor) – 17/04/1967.

- 061 – A Festa Interrompida (The Mod Party) – 24/04/1967.

### 3ª Temporada – 1967/68
(Números e títulos ingleses segundo Nick at Nite's Classic TV Companion)
- 062 – O Elo Perdido (Fly Me To the Moon) – 12/09/1967.

- 063 – Jeannie Segunda (Jeannie or the Tiger) – 19/09/1967.

- 064 – Aventura em Honolulu ( Second Greatest Con Artist in the World) – 26/09/1967.

- 065 – Poderes Transferidos (My Turned-On Master) – 03/10/1967.

- 066 – Como Sobreviver a um Instrutor (My Master the Weakling) – 10/10/1967.

(Curiosidade: Participação de David Soul, da série Starsky and Hutch.)
- 067 – Um Conjunto Desconjuntado (Jeannie, the Hip Hippie) – 17/10/1967.

- 068 – Para Ator, Todo Mundo Tem Pendor (Everybody’s a Movie Star) – 31/10/1967.

(Curiosidade: Segunda das três participações de Paul Lynde, da série A Feiticeira).
- 069 – Um Gênio Perde a Memória (Who Are You Calling a Genie?) – 07/11/1967.

- 070 – A Mãe de Meu Mestre e Senhor (Meet My Master’s Mother) – 14/11/1967.

- 071 – Um Astronauta a Caminho das Estrelas (Here Comes Bootsie Nightingale) – 21/11/1967.

- 072 – Como se Uma Não Bastasse (Tony’s Wife) – 28/11/1967.

- 073 – Ajude a Quem Precisa (Jeannie and the Bank Robbery) – 05/12/1967.

- 074 – Treinando Para Gênio (My Son the Genie) – 12/12/1967.

- 075 – Jeannie nas Ilhas do Pacífico (Jeannie Goes to Honolulu) – 26/12/1967.

- 076 – A Batalha de Waikiki (Battle of Waikiki) – 02/01/1968.

- 077 – Com Destino à Lua (Parte I) (Genie, Genie, Who’s Got the Genie? Part One) – 16/01/1968.

- 078 – Com Destino à Lua (Parte II) (Genie, Genie, Who’s Got the Genie? Part Two) – 23/01/1968.

- 079 – Com Destino à Lua (Parte III) (Genie, Genie, Who’s Got the Genie? Part Three) – 30/01/1968.

- 080 – Com Destino à Lua (Parte IV) (Genie, Genie, Who’s Got the Genie? Part Four) – 06/02/1968.

- 081 – Não Se Preocupe com os Astronautas (Please, Don’t Feed the Astronauts) – 13/02/1968.

(Curiosidade: Terceira das três participações de Paul Lynde, e participação de Ted Cassidy)
- 082 – Meu Concorrente, um Fantasma (My Master the Ghostbreaker) – 20/02/1968.

- 083 – Um Senhor Tirano (Divorce, Genie Style) – 27/02/1968.

- 084 – Não Servirás a Dois Senhores (My Double-Crossing Master) – 05/03/1968.

- 085 – Nunca Experimente o Ódio de um Gênio (Have You Ever Had a Jeannie Hate You?) – 12/03/1968.

- 086 – O Primeiro Casal na Lua (Operation: First Couple on the Moon) – 19/03/1968.

- 087 – Conheço-Me de Algum Lugar? (Haven’t I Seen Me Some Place Before?) – 26/03/1968.

### 4ª Temporada – 1968/69
(Números e títulos ingleses segundo Nick at Nite's Classic TV Companion)
- 088 – Os Marcianos (U.F.Oh Jeannie) – 16/09/1968.

- 089 – Guloseimas Geniais (Jeannie and the Wild PipChicks) – 23/09/1968.

- 090 – Edição Antecipada (Tomorrow is Not Another Day) – 07/10/1968.

- 091 – A Gripe Persa (Abdullah) – 14/10/1968.

- 092 – As Desvantagens de um Carro Usado (The Used Car Salesman?) – 21/10/1968.

- 093 – Perseguição de um Cão (Djinn Djinn, Go Home) – 30/09/1968.

- 094 – Um Direto Por Meios Indiretos (The Strongest Man in the World) – 18/11/1968.

- 095 – Que o Teto Desabe Sobre a Minha Cabeça (Indispensable Jeannie) – 25/11/1968.

- 096 – Um Filme Super Secreto (Jeannie and The Top Secret) – 02/12/1968.

- 097 – Como Fazer um Astronauta Entrar em Órbita (How to Marry an Astronaut) – 09/12/1968.

- 098 – Enlouquecendo o Psiquiatra (Dr. Bellows Goes Sane) – 16/12/1968.

- 099 – A Filha do General (Jeannie, My Guru) – 30/12/1968.

- 100 – O Engano de Jeannie (Parte I) (The Case of My Vanishing Master, Part One) – 06/01/1969.

- 101 – O Engano de Jeannie (Parte II) (The Case of My Vanishing Master, Part Two) – 13/01/1969.

- 102 – Antes um Foguete que uma Sela  (Ride 'Em, Astronaut) – 27/01/1969.

- 103 – Vende-se uma Casa Invisível (Invisible House for Sale) – 03/02/1969.

- 104 – Ambições de Jeannie (Jeannie, the Governor’s Wife) – 10/02/1969.

- 105 – Abra os Olhos em Tempo (Is There a Doctor in the House?) – 17/02/1969.

- 106 – Pondo as Barbas de Molho (The Biggest Star in Hollywood) – 24/02/1969.

- 107 – A Fragilidade da Porcelana (The Porcelain Puppy) – 03/03/1969.

- 108 – Os Truques da Defesa (Jeannie for the Defense) – 10/03/1969.

- 109 – Ninguém Ama um Astronauta Gordo (Nobody Loves a Fat Astronaut) – 17/10/1969.

- 110 – Volta ao Mundo em Oitenta Evoluções (Around the World in 80 Blinks) – 24/03/1969.

- 111 – Jeannie em Duplicata (Jeannie-Go-Round) – 07/04/1969.

- 112 – Um Simples Brinquedo Inofensivo (Jeannie and the Secret Weapon) – 14/04/1969.

- 113 – Um Repórter Chantagista (Blackmail Order Bride) – 28/04/1969.

### 5ª Temporada – 1969/70
(Números e títulos ingleses segundo Nick at Nite's Classic TV Companion)
- 114 – Dó Maior (Jeannie at the Piano) – 16/09/1969.

- 115 – Revolucionário de Quatro Patas (Djinn Djinn, the Pied Piper) – 23/09/1969.

- 116 – Um Reino Por Seu Amor (Parte I) (Guess Who’s Going To Be a Bride? Part One) – 30/09/1969.

- 117 – Um Reino Por Seu Amor (Parte II) (Guess Who’s Going To Be a Bride? Part Two) – 07/10/1969.

- 118 – O Creme Rejuvenescedor (Jeannie’s Beauty Cream) – 14/10/1969.

- 119 – Festa Só Para Solteiros (Jeannie and the Bachelor Party) – 21/10/1969.

- 120 – Sangue Verde (The Blood of Jeannie) – 28/10/1969.

- 121 – Pouso Forçado em Cuba (See You in C-U-B-A) – 04/11/1969.

- 122 – O Demolidor (The Mad Home Wrecker) – 11/11/1969.

- 123 – Sob Observação (Uncles a Go-Go) – 25/11/196

- 124 – Os Esponsais (The Wedding) – 02/12/1969.

- 125 – Destruidora de Lares (My Sister the Home Wrecker) – 09/12/1969.

(Curiosidade: Mais uma participação de Michael Ansara, então marido de Barbara Eden).
- 126 – Uma Garota Adequada (Jeannie the Matchmaker) – 16/12/1969.

- 127 – Economia Americana (Never Put a Genie on a Budget) – 30/12/1969.

(Curiosidade: Participação de Stafford Repp, da série Batman).
- 128 – Os Terríveis Efeitos do Vinho (Please Don’t Give My Jeannie No More Wine) – 06/01/1970.

- 129 – Uma Cobertura Para Jeannie (One of Our Hotels Is Growing)– 13/01/1970.

- 130 – O Visitante de Outros Mundos (The Solid Gold Jeannie)  – 20/01/1970.

- 131 – Madame Djinn-Djinn (Mrs. Djinn Djinn) – 03/02/1970.

- 132 – Engarrafada na Origem (Jeannie and the Curious Kid) – 10/02/1970.

- 133 – O Melhor Marido do Ano (Jeannie, The Recording Secretary) – 24/02/1970.

- 134 – Um Golpe de Mestre (Help, Help, a Shark) – 03/03/1970.

- 135 – Namorada de Infância (Eternally Yours, Jeannie) – 17/03/1970.

- 136 – Um Presente Genial (An Astronaut in Sheep’s Clothing) – 24/03/1970.

- 137 – Jeannie é Mesmo um Gênio (Hurricane Jeannie) – 28/04/1970.

(Curiosidade: Esse episódio estava programado para ser o final da série, com o Dr. Bellows descobrindo toda a verdade a respeito de Jeannie e Tony e demitido do programa espacial. Porém, os autores sabiam que os produtores poderiam colocar o episódio no ar antes do término da série e, como seria muito estranho Tony aparecer na base depois de ter se demitido, optaram por usar a velha sequência do “Era apenas um sonho”).[carece de fontes?]
- 138 – As Intervenções de Jeannie (One Jeannie Beats Four of a Kind) – 19/05/1970.

- 139 – Um Astronauta ao Molho de Pimenta (My Master the Chili King) – 26/05/1970.

## História de sua exibição no Brasil
- A série foi exibida primeiramente em 1966, pela TV Paulista, na época braço da Rede Globo em São Paulo e, ao contrário do que ocorreu nos Estados Unidos, foi um grande sucesso (primeira temporada).
- Em 1968, a série foi adquirida pela Rede Excelsior, que tratou de providenciar a segunda temporada. Larry Hagman foi entrevistado em sua vinda ao Brasil e se assustou com a sofisticada produção da novela A Muralha.
- Com a falência da Excelsior, a série foi para a Rede Record, onde também foram exibidas a terceira, quarta e quinta temporadas inéditas.
- Foi reprisada em várias emissoras, como a Band, Rede Tupi e a própria Rede Record. Com a chegada da TV em cores, os episódios da primeira temporada (que haviam sido gravados em preto e branco nos Estados Unidos), foram retirados do ar.
- Em 1996, a série retorna na TV por assinatura, pelo canal Warner Channel; a surpresa é a dublagem original preservada. Episódios da primeira temporada em preto e branco também aparecem, alterando a exibição com os coloridos das outras temporadas. Poucos episódios foram exibidos legendados, devido a danificação da dublagem original destes episódios. Ficou no ar até 1998.
- A série retorna em 1999, na inauguração da RedeTV!, através do bloco Série Especial, em pleno horário nobre, e com audiência que surpreende os diretores da emissora. Com isso, em 2001, a rede anuncia uma surpresa: a primeira temporada voltava ao ar, agora colorida por computador. E com a dublagem original. Saiu do ar em 2002, retornando em 2004 pela Rede 21, com exibições que variaram entre diárias e apenas duas vezes por semana.
- Em 2006, a série passa a ser exibida pelo canal infantil pago Nickelodeon no bloco de programação noturna Nick at Nite, como um dos quatro shows escolhidos para o início do bloco no Brasil e já batendo audiências excelentes. A série foi exibida na íntegra, tanto os primeiros episódios ainda em preto e branco quanto os em cores (as dublagens originais também foram preservadas), e ficou no ar até meados de 2010, quando o bloco foi retrabalhado pela emissora para exibir apenas seus cartoons clássicos.
- A série também é exibida pela TV Assembleia (Piauí), canal público da Assembleia Legislativa do Piauí, pela Rede Brasil de Televisão e pela TV Diário.
- Em janeiro de 2019, passou a ser exibida no Canal Viva.[15]
- Em abril de 2020, passou ser exibida também pela TV Cultura.[16]